# Henrik Bidz
Henrik Bidz till Vik i Kimito socken, död 1458, var en svensk riddare, lagman och riksråd. 
Henrik Bidz var son till den tyskättade frälsemannen Kort Bitzer. Han var gift med Anna Klasdotter Diekn, dotter till ståthållaren på Åbo slott Klas Lydekesson Diekn och far till biskop Konrad Bidz. Han omtalas först som väpnare, men slogs vid kung Kristoffers kröning 1441 till riddare. Han var även häradshövding i Halikko härad, medlem av landsrätten i Åbo.
Då Karl Knutsson blev kung 1448 gjorde han omedelbart Henrik Bidz till medlem av rikets råd, och han omtalas från 1456 som lagman i Söderfinne lagsaga.